# Sekvenciranje
Sekvenciranje je u genetici i biohemiji metoda kojom je moguće utvrditi redosled pojedinih gradivnih elemenata u velikom molekulu. Kod DNK i RNK utvrđuje se redosled nukleotida, a kod belančevina utvrđuje se redosled aminokiselina. Između ostalog, sekvenciranje se koristi u modernoj dijagnostici, posebno u dijagnostici rizika od naslednih bolesti. Da li neki potomak u svojim genima nosi promenu nasleđenu od predaka koja može označiti razvoj određene nasledne bolesti.
Sekvenciranje DNK je svojevrstan početak istraživačke revolucije na polju genomike. Od 1995. godine do danas je na taj način sekvenciran genom 330 različitih organizama među kojima i čoveka. Dešifrovanje ("otključavanje") genetičkog koda direktno na "izvoru", naime na nivou DNK, je od velikog značaja za naučna istraživanja. Ako je DNK sekvenca poznata, moguće odrediti aminokiselinske sekvence kodiranih genskih produkata - proteina. Do danas je razvijeno više metoda određivanja sekvenci DNK. Ranije je to bilo veliki i skup poduhvat, dok se modernim metodama sekvenciranje odvija skoro automatski. Dve najznačajnije metode DNK sekvenciranja su:
- Frederik Sanger tehnika elegantno koristi prirodni tok replikacije kao uzorak za sekvenciranje, i ona je još uvek dominantno prisutna.
- Maksim-Gilbert tehnika se u principu bazira na hemijskom razlaganju pojedinih baza, i u današnje vreme se ređe koristi.

U novije vreme se pojavila metoda pirosekvenciranja, koja nudi mogućnost ubrzanog sekvenciranja putem visokoparalelne aktivnosti.

## Sangerovo sekvenciranje
Sanger je razvio dve metode sekvenciranja nukleinskih kiselina. Ovde će jedna od njih biti opisana - dezoksi metoda, koja se pojavila 1977. godine. DNK replikacija se odvija uz pomoć DNK polimeraze koja "ugrađuje u rastući drugi niz DNK nasuprot ležećem polinukleotidnom lancu (matrici). Međutim ako se umesto prirodnog nukleotida u postupku replikacije koristi kao prethodnik 2´3´ddNTP, onda će nakon njegove ugradnje replikacija niza bice završena. Na ovom mjestu će nastati prekid lanca. Za svaku bazu  postoji jedan odgovarajući 2´3´ddNTP.

## Literatura
1. ↑  „DNA Sequencing - Real Time DNA analysis Information”.
2. ↑  „Genome Sequencing”.[мртва веза]
3. ↑  „The Order of Nucleotides in a Gene Is Revealed by DNA Sequencing | Learn Science at Scitable”.